# Martin Skaroupka
 (mars 2016).
Si vous disposez d'ouvrages ou d'articles de référence ou si vous connaissez des sites web de qualité traitant du thème abordé ici, merci de compléter l'article en donnant les références utiles à sa vérifiabilité et en les liant à la section « Notes et références ».
Martin Skaroupka, né le 20 janvier 1981, est un musicien tchèque. Il est le batteur du groupe de metal extrême Cradle of Filth depuis 2006.

## Biographie
Marthus (nom de naissance Skaroupka Martin) est né le 20 janvier 1981 en République tchèque. Il vit actuellement à Brno(République tchèque). Dès son plus jeune âge, Marthus baigne dans l'univers musical. Son Père, qui est lui-même musicien (membre du groupe 'Dogma Art') lui permet d'assister à la majorité de ses concerts et de ses répétitions. 
À l'âge de six ans, Martin prend des leçons de piano et de chant au LŠU Brno ainsi que des cours privés de batterie avec le professeur 'Cupák' (membre de l'opéra de Janáček de Brno) parce qu'aucune place n'était disponible dans les écoles de musiques pour apprendre la batterie. À l'âge de 15 ans, il est admis au Conservatoire de Leoš Janáček, où il obtient un diplôme de batteur et de pianiste. Dès lors, Marthus commence à jouer avec divers groupes dans des styles musicaux différents (1996). La même année, Marthus édite son premier album studio (sous le nom de 'Animal farm') suivi par un autre album studio avec le groupe 'Pink Chubby Cigar'.
En 1997, Marthus et son ami de longue date 'Khaablus' fonde 'Inner Fear'. Marthus y compose tous les titres et y joue du claviers et de la batterie. 'Inner Fear' sort la même année sa première démo. En tout et pour tout, 'Inner fear' réalisera deux mini-CD et trois albums complets (dont le premier n'a jamais été édité officiellement). Le dernier en date est sorti en 2003.
Retournons en 1997. Marthus joue quelques concerts avec les groupes 'Monastery' et 'Pluggulp' (également 1 album enregistré), 'Happy Death' et 'Scharnhorst'. Dans le dernier groupe cité, il rencontre la guitare Ashok ('Root', 'Equirhodont') pour la première fois et participe à l'enregistrement d'un album. 
Dans les années qui suivent (1997-2000), Marthus joue non seulement avec 'Happy Death' (2 albums enregistrés) et 'Inner Fear', mais apparaît aussi comme batteur sur la mini tournée de Melancholy (r. 2000), dans un projet de Jiří "Bigboss" Valter, chanteur de 'Root'(r.2000) et en 1999 pour l'enregistrement de l'album d' 'Entrails' (où il rencontre le guitariste de Root, Petr" Blackie "Hošek). 
Au début de 2001, Marthus pris la place de batteur au sein de 'Pandemia', participa à leur tournée d'une européenne au printemps, après quoi sa collaboration avec ce groupe se termina. Une période très féconde s'ensuivit pour Inner Fear et en 2003, Marthus collabore pour la première fois avec les groupes Equirhodont et Galactic Industry. Jouer dans trois groupes différents ne l'empêche pas de participer à des sessions studio et des concerts avec d'autres groupes de différents styles. 
À l'été 2004, Marthus filme son premier DVD et déménage de République tchèque à l'Angleterre. À l'automne 2004, Marthus se joint au groupe anglais Mantas (groupe du guitariste de Venom : Jeff « Mantas » Dunn) et à l'été 2005 a entamé sa coopération avec Symphonity, groupe de métal symphonique (ex-Nemesis). En janvier 2006, Marthus enregistre la batterie pour le nouvel album de Symphonity au 'House of Audio studios' en Allemagne. 
La même année, il intègre Cradle Of Filth après le départ de Adrian Erlandsson groupe dont il fait encore partie aujourd'hui.

## Discographie
- Cradle of Filth - Darkly Darkly Venus Aversa (album, 2010)
- Cradle Of Filth - Godspeed On The Devil's Thunder (album, 2008)
- Symphonity - Voice From The Silence (album, 2008)
- Cradle Of Filth - The Foetus Of A New Day Kicking (clip video, 2007)
- Cradle Of Filth - Tonight In Flames (clip video, 2007)
- Cradle Of Filth - Temptation (cli video, 2006)
- MarthusMusic Vol.2 (DVD, 2006)
- Mantas - Kill It (clip video, 2005)
- Mantas - Zero Tolerance (clip video, 2005)
- Galactic Industry - Lost Man (album, 2004)
- MarthusMusic Vol.1 (DVD, 2004)
- Inner Fear - Symbiotry (album, 2003)
- Inner Fear - Thanalogy (album, 2002)
- Inner Fear - Odeum Of Silence (album, 2001)
- Ybca - Tak takhle picha Vcelka Maja (album, 2001)
- Entrails - A Tribute To Masters Hammer (album, 2000)
- Happy Death - Altering The Technolgy (crédité sur un titre bonus) (album, 2000)
- Inner Fear - Akhu (album, 2000)
- Entrails - Black Vein LP (album, 1999)
- Entrails - Serpent Seed (album, 1999)
- Happy Death - Altering The Technology (album, 1999)
- Inner Fear - Face Of Inner Apocalypsa (album, 1999)
- Happy Death - New Hi-Tech (album, 1997)
- Inner Fear - Delusive Eyes (album, 1997)
- Pluggulp - Pilgrims of Paradise (album, 1997)
- Scharnhorst - Defenders Of The Law (album, 1997)
- Animal Farm - titre inconnu (1996)
- Pink Chubby Cigar - titre inconnu (1996)